# Little Blue Run
Der Little Blue Run ist ein kleiner Bach im Westen von Pennsylvania. Er entspringt im Greene Township, Beaver County und mündet in den Mill Creek kurz vor dessen Mündung in den Ohio River. Seine ursprüngliche Länge betrug etwa fünf Kilometer, seit den 1970ern ist ein großer Teil seines ursprünglichen Tals eine Aschendeponie.

## Little Blue Run Dam
Der Little Blue Run Dam ist ein etwa 122 m (400 ft) hoher und 671 m (2200 ft) langer, bogenförmiger Staudamm. Das entstandene Reservoir dient als Deponie für Flugasche und andere dickflüssige Rückstände der Rauchgasreinigung, die vom acht Kilometer östlich gelegenen Bruce-Mansfield-Kraftwerk hierher gepumpt werden. Heute bedeckt ein milchig-türkiser See eine Fläche von 5,26 km² (1300 acres) und erstreckt sich bis ins angrenzende West Virginia.
Neben Umweltschäden durch Schwermetalle besteht theoretisch die Gefahr eines Dammbruchs wie 2008 bei einem wesentlich kleineren Aschebecken in Kingston, Tennessee. Von einem Bruch des Little Blue Run Dams wären ca. 50.000 Menschen am Ohio River betroffen, so etwa die Bewohner von East Liverpool. Das Reservoir ist daher auf einer EPA-Liste mit 49 potenziell gefährlichen derartigen Anlagen.